# Autobusna linija br. 211 u Zagrebu
Linija 211 (Dubec – Branovečina – Dubec) dnevna je autobusna linija u Zagrebu.
Prometuje radinim danom kao kružna linija na trasi: Dubec – Dubečka ulica – Branovečina
Uvedena je 10. kolovoza 2020. kako bi povezala Branovečinu i s tramvajsko-autobusnim terminalom Dubec.

## Vanjske poveznice
- Vozni red linije 211